# Maják Vaindloo
Maják Vaindloo (estonsky: Vaindloo tuletorn) stojí na ostrově Vaindloo v obci Haljala v kraji Lääne-Virumaa v Baltském moři v Estonsku. Je nejsevernějším majákem Estonska.
Maják je ve správě Estonského úřadu námořní dopravy (Veeteede Amet, EVA), kde je veden pod registračním číslem 45.

## Historie
Původní majáky na ostrově od roku 1718 byly dřevěné věže. V roce 1868 byl maják zničen.
Maják, který stojí na ostrově, byl postaven v roce 1864 z litinových dílů podle metody, kterou vypracoval inženýr Alexander Gordon. Takovéto majáky se začaly stavět přinejmenším od roku 1841. Maják byl původně v Saxby a byl prvním kovovým majákem v Estonsku. Odlitky jednotlivých dílů byly vyrobeny ve firmě Portei & Co. v Anglii a postaven na ostrově Vormsi. Jelikož jeho výšku 17 metrů začaly překrývat stromy, byl v roce 1871 rozebrán a včetně optického zařízení přenesen na ostrov Vaindoo. Na věži byl umístěn 328 kg vážící zvon, který sloužil k varování námořníků v případě mlhy. Od roku 1930 se na ostrově nacházelo stanoviště estonské pobřežní stráže, kterou po druhé světové válce nahradili sovětští vojáci. Roku 1994 bylo stanoviště estonské pobřežní stráže obnoveno.

## Popis
Litinová kónická věž vysoká 17 metrů je ukončená ochozem s lucernou. Maják má bílou barvu. Lucerna je vysoká dva metry a je zastřešená kopulí s makovicí. V roce 1995 byly dánskou firmou OI Electric instalovány solární panely. V roce 2016 byly instalovány sektorové LED svítilny se stejným dosvitem.
Kolem majáku se nachází areál budov.

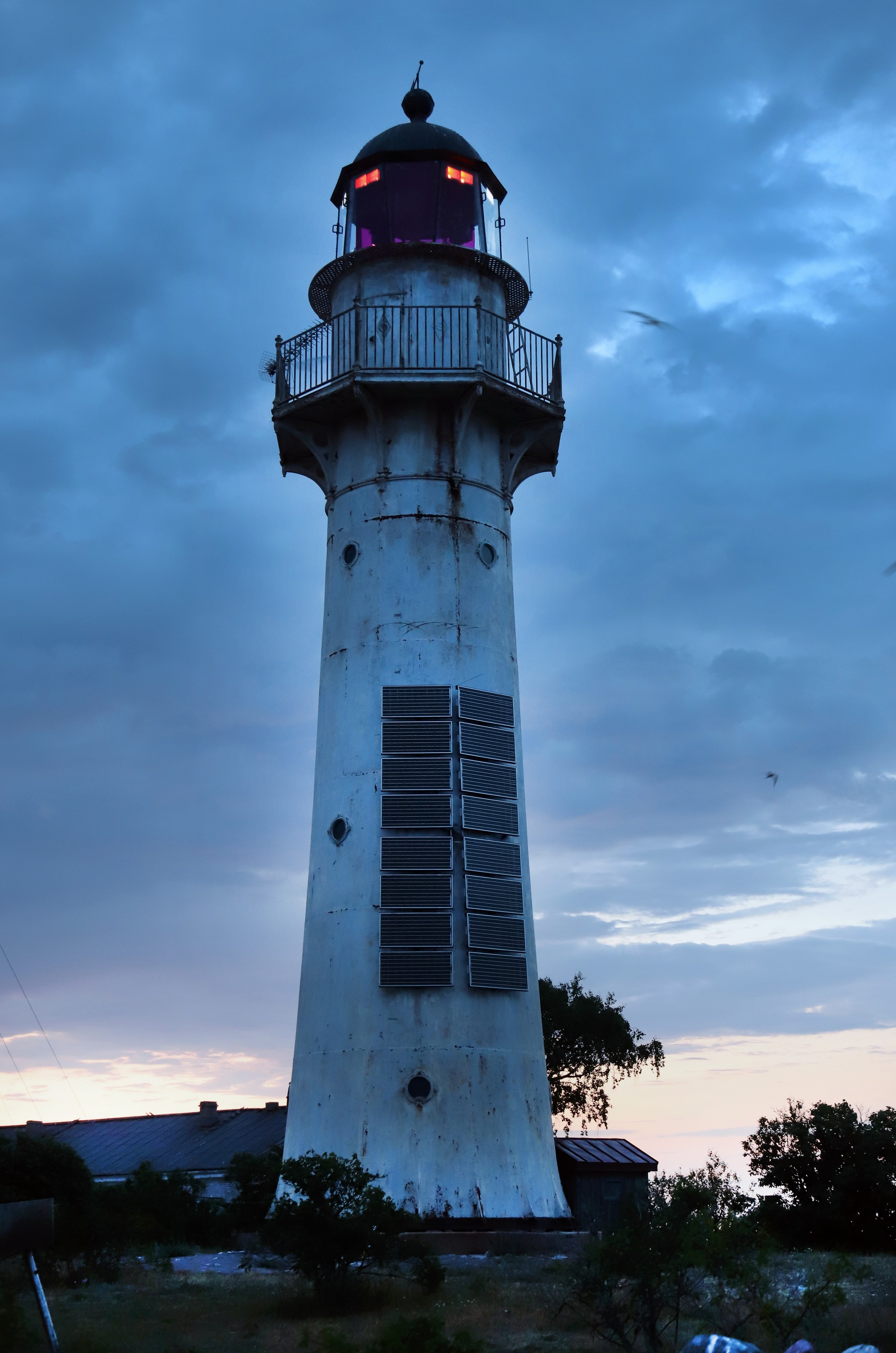
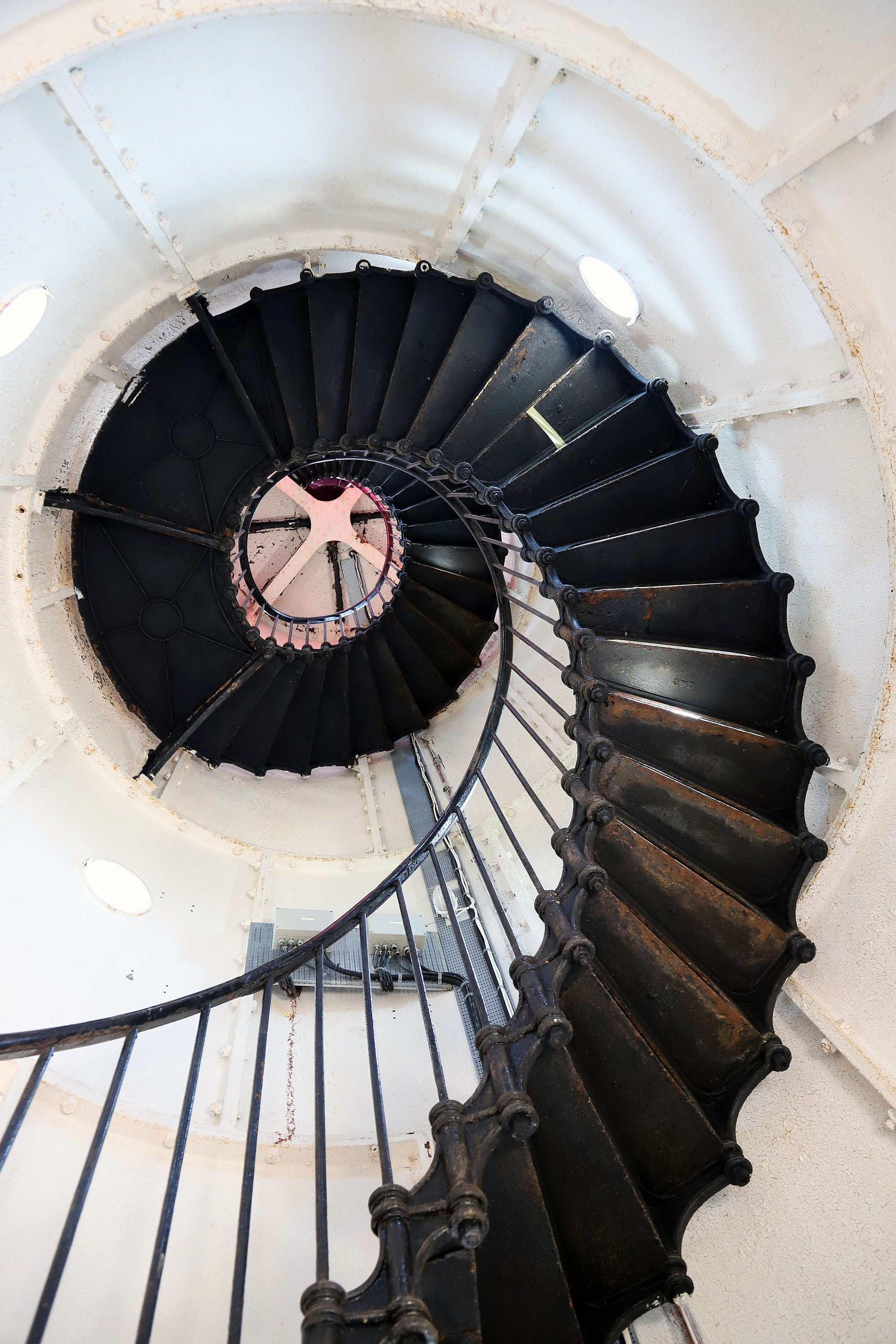
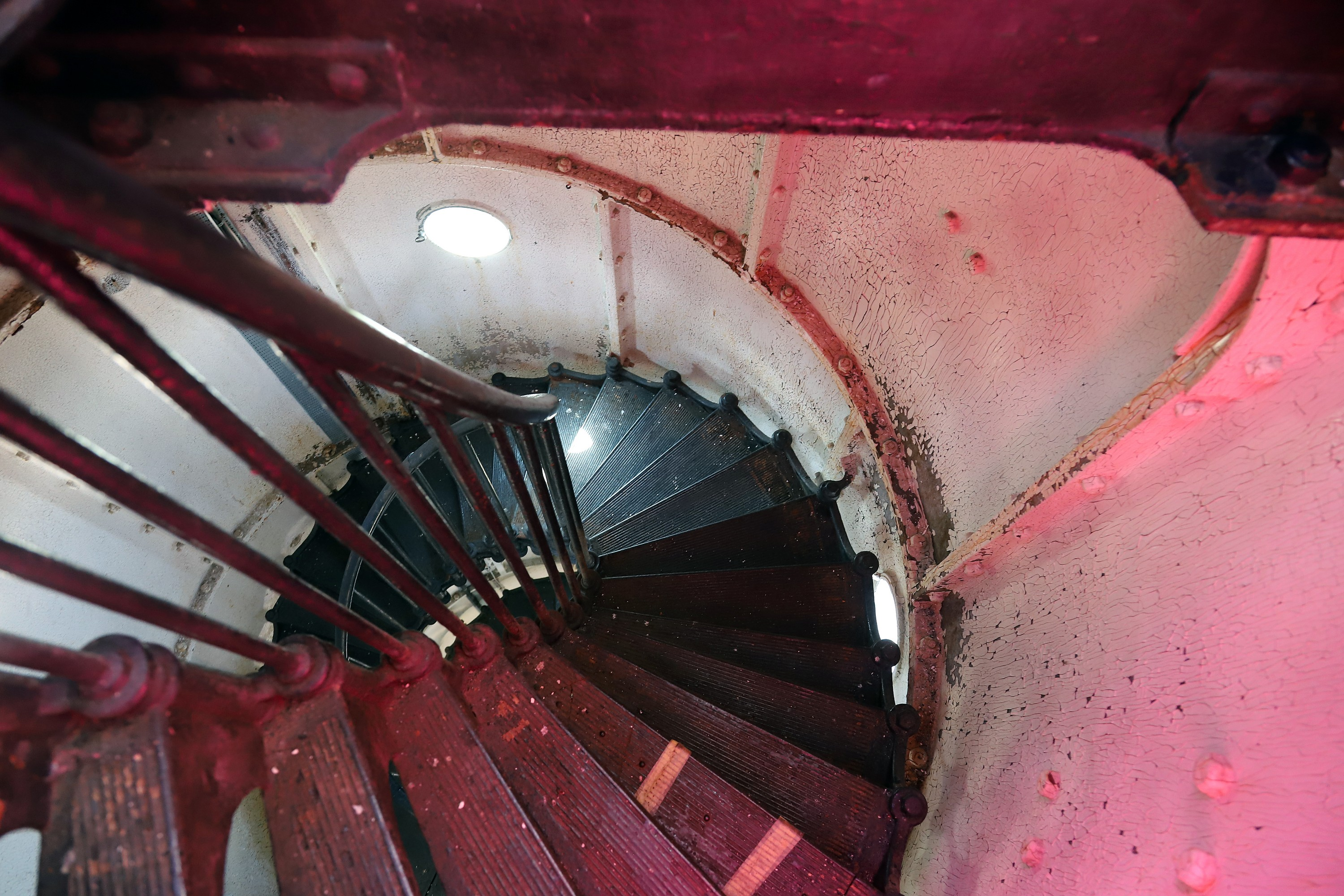
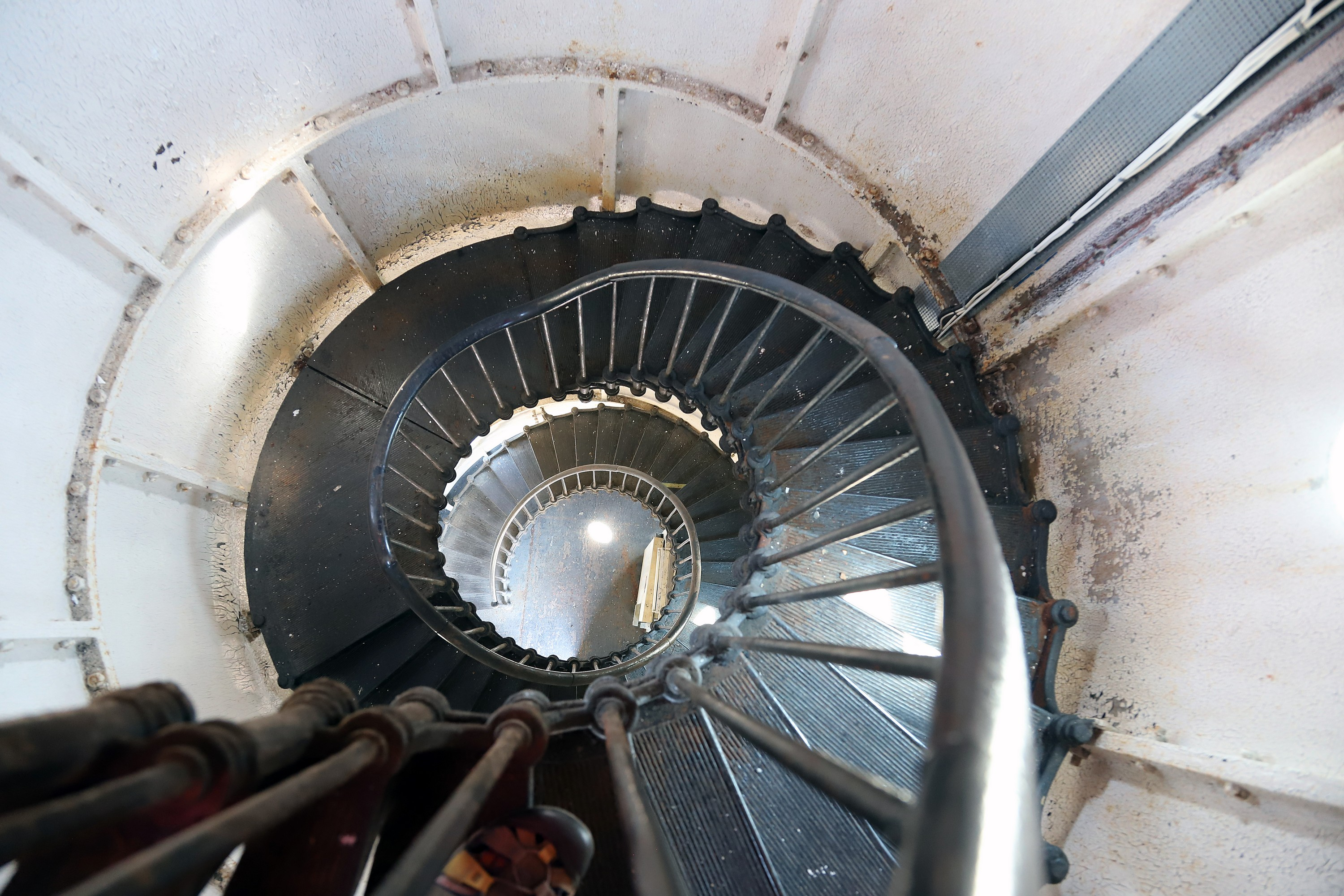

## Data
zdroj
- výška světla 20 m n. m.
- dosvit 11 námořních mil
- záblesky bílého a červeného světla v intervalu 15 sekund

| Barva                  | bílá     | červená  |
| Charakteristika 1s+14s |          |          |
| Azimut                 | 65°–319° | 319°–65° |
| Výseč                  | 254°     | 106°     |
| Dosvit [nm]            | 11       | 11       |

označení
- Admiralty: C3876
- ARLHS: EST-057
- NGA: 12928
- EVA 045